# Mianyang
Mianyang (chiń. upr. 绵阳; chiń. trad. 綿陽; pinyin Miányáng) – miasto o statusie prefektury miejskiej w Chinach, w prowincji Syczuan, nad rzeką Fu Jiang. W 2010 roku liczba mieszkańców miasta wynosiła 271 695. Prefektura miejska w 1999 roku liczyła 5 255 112 mieszkańców.
Miasto jest siedzibą 120 instytutów naukowych i kilkunastu szkół wyższych. Ośrodek produkcji rakiet kosmicznych i urządzeń elektronicznych.
W 2008 roku miasto ucierpiało w wyniku trzęsienia ziemi. Na obszarze prefektury miejskiej zginęło wówczas 21 963 osób.

## Podział administracyjny
Prefektura miejska Mianyang podzielona jest na:
- 2 dzielnice: Fucheng, Youxian,
- 5 powiatów: Lu, Yanting, An, Zitong, Pingwu,
- powiat autonomiczny: Beichuan.